# Anna Jagiellonka
Anna Jagiellonka (łac. Anna Dei gratia Infans Regni Poloniae; ur. 18 października 1523 w Krakowie, zm. 9 września 1596 w Warszawie) – córka Zygmunta I Starego i Bony Sforzy, od 1575 królowa Polski, w 1576 poślubiła Stefana Batorego, który został iure uxoris królem Polski i sprawował faktyczną władzę; ostatnia polska monarchini z dynastii Jagiellonów, bezdzietna, po śmierci męża (1586) doprowadziła do wyboru na króla Polski Zygmunta III Wazy, swojego siostrzeńca.

## Życiorys

### Niezamężna królewna
Do 1548 mieszkała na Wawelu. Wówczas po małżeństwie brata, króla Polski i wielkiego księcia Litwy, Zygmunta II Augusta, z Barbarą Radziwiłłówną popadła z nim w konflikt i przeniosła się na Mazowsze, a od 1558 do Wilna. W 1564 zamieszkała w Płocku. W maju 1565 Zygmunt II August odrzucił konkury do jej ręki księcia Danii Magnusa, gdy ten zażądał w posagu oddania kilku zamków w arcybiskupstwie ryskim. Na dworze Anny na Mazowszu przebywał na wychowaniu prawowity dziedzic korony szwedzkiej, Gustaw Eriksson Waza, przysłany przez siostrę królewny, Katarzynę. W ostatnich latach przed śmiercią brata-króla popsuły się stosunki królewny z jego najbliższym otoczeniem, w którym prym wiedli bracia Mniszchowie i biskup Piotr Myszkowski czy (w mniejszym stopniu) Jan Zamoyski. Oskarżała ona ich o postępującą degrengoladę psychiczną i moralną brata i do końca życia pozostała im niechętna. Do końca życia Zygmunta II Augusta nie wyszła za mąż, co po bezpotomnej jego śmierci w 1572 uczyniło z niej czołową osobistość w państwie, dziedziczkę rodu określaną mianem infantki (hiszpańskie określenie córki królewskiej).

### Niedoszła żona Henryka Walezego

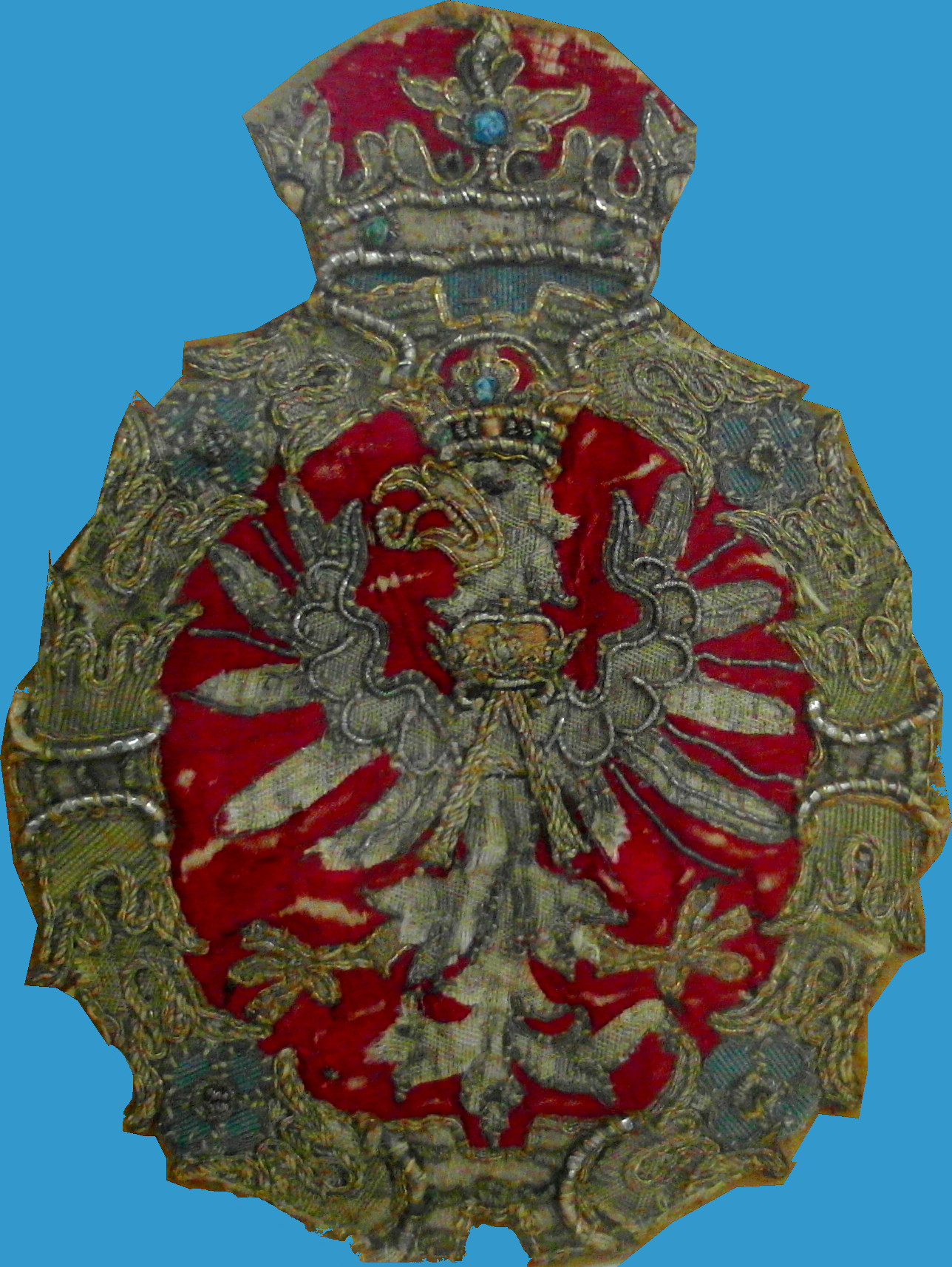
Haft z płaszcza Anny Jagiellonki z XVI wieku

W czasie pierwszej elekcji sprzyjała na początku kandydaturze arcyksięcia Ernesta Habsburga. Miało to znaczenie dla wyniku elekcji z powodu jej znaczącej popularności wśród szlachty mazowieckiej. Jednak 21 maja 1574 Jan Zamoyski zobowiązał kandydata francuskiego, Henryka Walezego (w którego imieniu występował tytularny biskup Valence, Jean de Monluc), do jej poślubienia. Owo zobowiązanie nie było wszakże, prawdopodobnie całkiem świadomie, częścią pacta conventa i zostało zapisane w innym, niemającym tak dużej mocy prawnej, dokumencie. Ostatecznie Henryk Walezy został królem Polski, jednak swych zobowiązań matrymonialnych nigdy nie dopełnił. Stosunki z królem i z Zamoyskim popsuły się szczególnie w wyniku zagarnięcia przez Zamoyskiego starostwa knyszyńskiego, pozostającego w dyspozycji Anny. Stało się to z mocy decyzji królewskiej w czasie, gdy była ona nieobecna w mieście. Anna daremnie próbowała wymóc na Henryku Walezym cofnięcie tej decyzji. Jak żaliła się w jednym z listów do siostry Zofii, sam król twierdził w rozmowie z nią, że takowej nie powziął, chociaż Anna nie wątpiła, iż pod tym zapisem widniał jego własnoręczny podpis. Zwracała się do Zofii również z prośbą, by owo wydarzenie poznali również inni władcy europejscy i przysłali swoich wysłanników na sejm. Nie zapadły jednak na nim żadne wiążące decyzje w kwestii Knyszyna, a Anna wypominała przyszłemu kanclerzowi (bez powodzenia) złe gospodarzenie w dobrach knyszyńskich jeszcze w czerwcu 1579. Już po rocznym panowaniu Henryk Walezy wrócił do Francji, gdzie objął tron po zmarłym bracie Karolu IX Walezjuszu. Nigdy formalnie nie zrzekł się tronu polskiego i do końca życia tytułował się królem Polski.

### Małżeństwo ze Stefanem Batorym

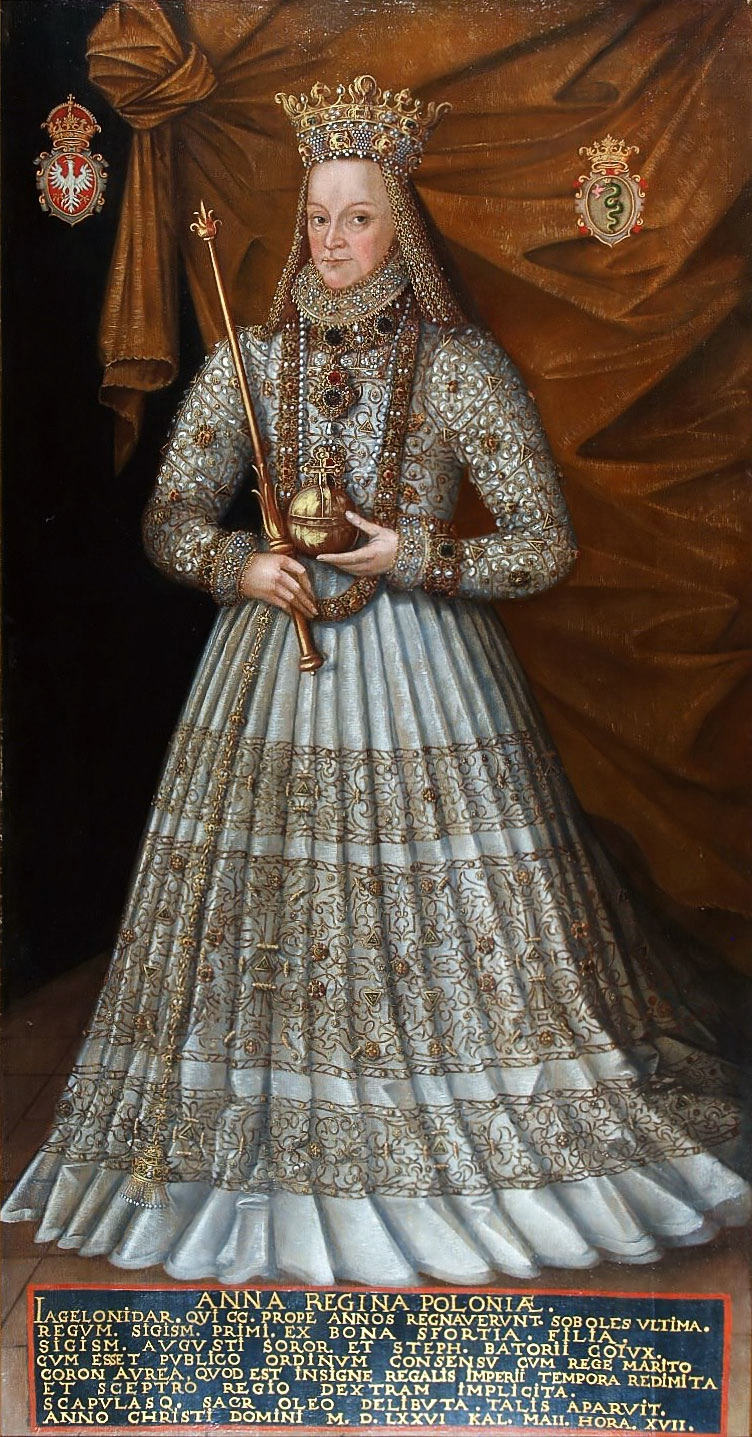
Anna Jagiellonka w stroju koronacyjnym, Marcin Kober, po 1575 roku

Nieoczekiwany obrót rzeczy uczynił ją jedną z faworytek drugiej elekcji. Była kandydatką do korony polskiej w czasie elekcji 1575 roku. 12 grudnia 1575 prymas Jakub Uchański ogłosił królem Polski cesarza Maksymiliana II Habsburga. W swoich pactach conventach cesarz zobowiązał się ożenić swojego syna Ernesta z Anną. Jan Zamoyski pogodził nastawiony antyhabsbursko i zrażony do kandydatur zagranicznych obóz szlachecki, promując do polskiej korony Annę, nad którą mieliby czuwać (czyli de facto posiadać władzę królewską) „Piastowie”, wojewodowie: sandomierski Jan Kostka i krakowski Andrzej Tęczyński. Jednak w wyniku kontrakcji Zborowskich miejsce tych ostatnich zajął książę siedmiogrodzki Stefan Batory. Ostatecznie, 15 grudnia 1575 Anna okrzyknięta została królem Polski. Jako posłowie z ramienia szlachty przybyli do niej pytać o jej zgodę reprezentujący stronnictwo prohabsburskie Jan Kostka oraz Jan Zamoyski, teraz stronnicy Stefana Batorego. Wówczas miała podobno Anna wypowiedzieć frazę, „że woli być królową niż królewiczową”. Dzień później zaś szlachta uznała ją definitywnie za króla „Piasta”, przydając jej za małżonka księcia siedmiogrodzkiego. Mikołaj Sienicki, podkomorzy chełmski, marszałek koła rycerskiego, ogłosił decyzję szlacheckich elektorów, „królewnę za królową, a Stefana Batorego za króla polskiego i książę Księstwa Litewskiego nominował”.

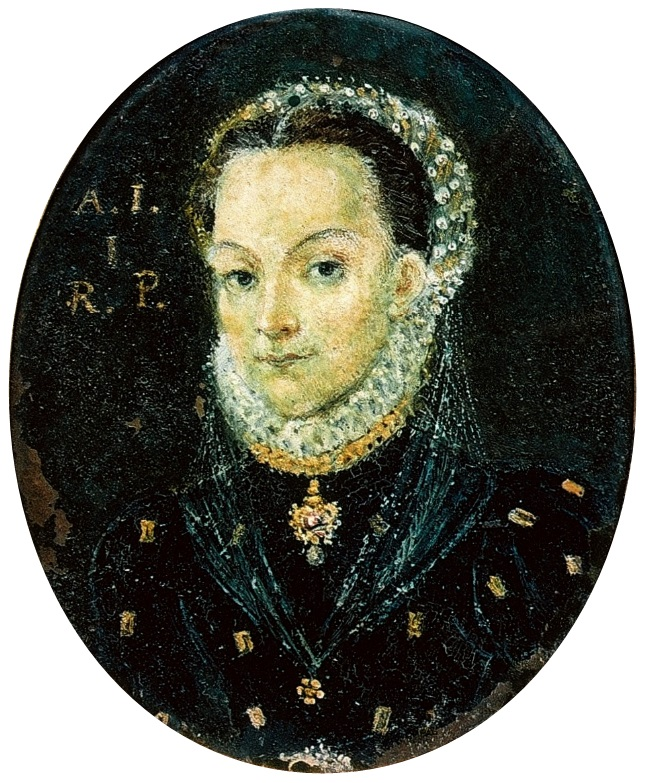
Anna Jagiellonka, miniatura nieznanego autora ok. 1576

1 maja 1576 poślubiła na Wawelu Stefana Batorego, a następnie została wraz z nim koronowana przez biskupa kujawskiego Stanisława Karnkowskiego w katedrze wawelskiej. Tego też dnia podpisała akt, w którym zobowiązała się zrzec dóbr odziedziczonych po matce i bracie, czego dopełniła dopiero na sejmie walnym w 1581. Uzyskała wówczas dożywotnie zaopatrzenie na dobrach litewskich i mazowieckich. Formalnie jako król Polski zajmowała pozycję równorzędną ze Stefanem Batorym, próbowała jednak uzyskać nad nim przewagę, m.in. zobowiązała posłów cudzoziemskich, aby najpierw jej składali swoje listy uwierzytelniające i przedstawiali legacje. Królowa początkowo pełniła również funkcję swoistego pośrednika między Stefanem Batorym a uczonymi z Akademii Krakowskiej, którzy próbowali utwierdzić króla, że zawsze stali po stronie Anny w okresie bezkrólewia. W 1584 odwiedziła ona siedzibę krakowskiej uczelni i wówczas doszło do przekazania przez nią bliżej nieokreślonych klejnotów na rzecz Akademii.
Odsunięta przez męża od biegu spraw państwa, skłaniała się ku jego (Batorego) przeciwnikom w osobach prymasa Polski i Litwy, Jakuba Uchańskiego, i referendarza wielkiego koronnego, Stanisława Sędziwoja Czarnkowskiego. Była też wrogo nastawiona do jego stronników, m.in. hetmana wielkiego koronnego Jana Zamoyskiego. Pomimo tej niechęci 12 stycznia 1578 na dworze Anny w podwarszawskim Ujazdowie doszło z okazji uroczystości weselnych Jana Zamoyskiego i Krystyny z Radziwiłłów do wystawienia, również w obecności króla, pierwszej tragedii napisanej w języku polskim – Jana Kochanowskiego Odprawy posłów greckich. Szczerze także współczuła hetmanowi po śmierci Krystyny.
Również stosunki wewnątrzmałżeńskie pomiędzy Anną i Stefanem układały się źle. W chwili ślubu Anna była już niemłoda (miała wówczas 53 lata), do tego uznawano ją za osobę nieumiejącą wzbudzić zainteresowania, zarówno wskutek jej negatywnych cech charakteru (w opinii współczesnych była nudną i pełną dewocji starą panną), jak i wyglądu (uchodziła za brzydką). Zachowały się przekazy, że gdy przebywali w tym samym miejscu, królowa potrafiła spędzać u drzwi do komnaty męża całą noc w oczekiwaniu na jego nadejście. Kwestia była szeroko znana, ponieważ królowa, w przeciwieństwie do Stefana Batorego, nie kryła się z niemożnością porozumienia z mężem. Pojawiły się nieprawdziwe plotki o możliwym rozwodzie, do którego miał dążyć król namawiany podobno do tego przez Jana Zamoyskiego.
Od 1575 za pośrednictwem przebywającego w Rzymie kardynała Stanisława Hozjusza uzyskała dodatkowo częściową spłatę sum neapolitańskich, pożyczonych swego czasu przez Bonę Filipowi II.

### Ostatnie lata

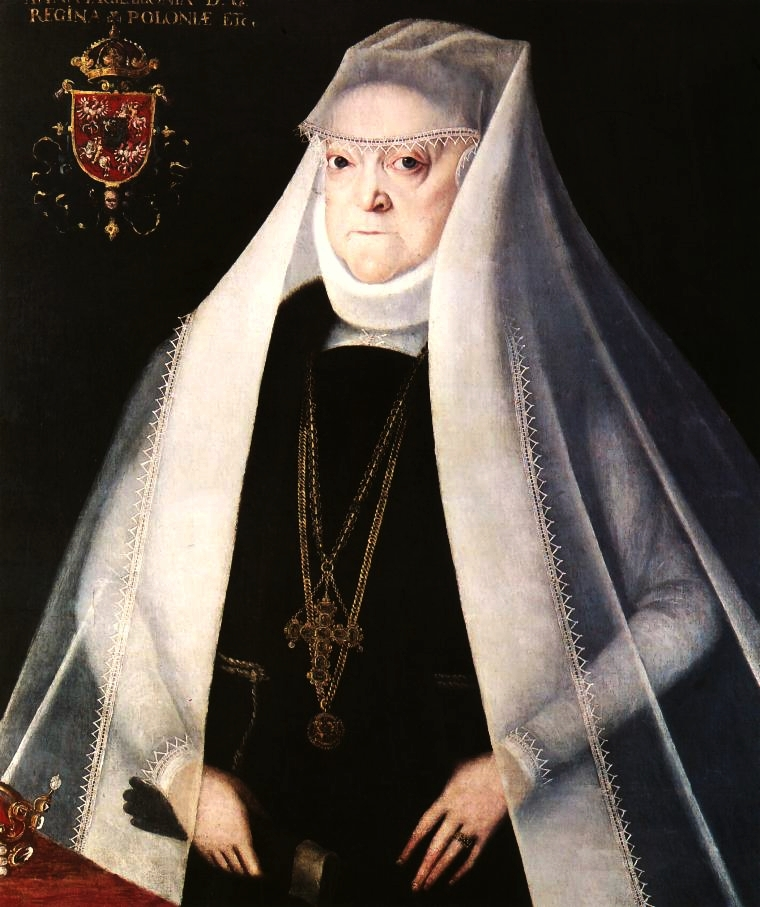
Portret Anny Jagiellonki w stroju wdowy z 1595 r. autorstwa Marcina Kobera

Owdowiała w 1586 roku, teoretycznie mogła nie zgodzić się na bezkrólewie i sama objąć rządy ze względu na fakt ogłoszenia jej „królem” w czasie elekcji w 1575 roku. Jednak z tej możliwości nie skorzystała i zrzekła się własnych praw do korony, popierając kandydaturę swojego siostrzeńca, królewicza szwedzkiego Zygmunta. W okresie bezkrólewia była najważniejszą osobą, na poparcie której mógł liczyć interrex Stanisław Karnkowski. Anna chorowała jednak w tym okresie i pomagała prymasowi jedynie sporadycznie, m.in. 3 marca 1587, kiedy załagodziła tumult wywołany przez Stanisława Żółkiewskiego i Zborowskich. Po konsultacjach z Anną prymas na krótko przystąpił do grupy zwolenników kandydatury habsburskiej (koło prokonwokacyjne), po czym stwierdziwszy, że nie sprzeciwi się woli szlachty, przystąpił do konkurencyjnego, tzw. koła czarnego, zrzeszającego osoby przeciwne Habsburgom i Zborowskim. Przekonał je do wyboru królewicza szwedzkiego Zygmunta na króla Polski. Zaraz po nominowaniu Zygmunta na ten urząd – 19 sierpnia 1587 – prymas niezwłocznie zawiadomił Annę o sukcesie. Anna stanowczo sprzeciwiała się kandydaturze habsburskiej (nastąpiła wówczas bowiem podwójna elekcja – obok królewicza szwedzkiego wybrano także arcyksięcia Maksymiliana z dynastii Habsburgów), co szczególnie uwidoczniło się już po zwycięstwie zwolenników Zygmunta pod Byczyną, kiedy wspierała nawet hetmana Jana Zamoyskiego w kwestii ukarania jeńców polskich rekrutujących się spośród zwolenników arcyksięcia.
Na tronie Polski, przy jej wydatnej pomocy, zasiadł jej ukochany siostrzeniec. Anna zakładała przy tym, że Szwedzi nie pozwolą na przyjazd młodego władcy do Rzeczypospolitej, a w takim przypadku pełnia władzy spoczęłaby w jej rękach jako regentki. W celu sparaliżowania akcji Habsburgów obiecywała małżeństwo arcyksięcia Maksymiliana z Anną Wazówną. Sprzeciwiała się także małżeństwu króla z protestancką księżniczką holsztyńską Krystyną, będąc jednomyślną w tym względzie z katolickimi senatorami Rzeczypospolitej. O ile tutaj Zygmunt III postąpił zgodnie z jej wolą, to w innych kwestiach okazał się jednak odporny na wpływy ciotki, która dodatkowo w 1592 popadła w ostry konflikt o tytuł królowej Polski z Anną Habsburżanką.
Ostatnie lata życia spędziła w Warszawie, gdzie też zmarła 9 września 1596 na rękach Zygmunta III. Na jej pogrzebie mowę wygłosił Piotr Skarga, uznając że dała piękny koniec i zamknięcie domowi Jagiellońskiemu. Została pochowana w kaplicy Zygmuntowskiej, której budowę dokończyła w 1584, u boku ojca i brata.
Była osobą niezwykle energiczną, dążącą za wszelką cenę do realizacji swoich zamierzeń. Przy tym bardzo pobożną, co podkreślił Skarga: sama kapłanom warszawskim za biskupa i wizytatora stała. Wspierała kontrreformację, walnie przyczyniając się do zaniku wpływów protestantyzmu na Mazowszu. W 1579 Skarga dedykował jej swoje Żywoty świętych.

## Galeria

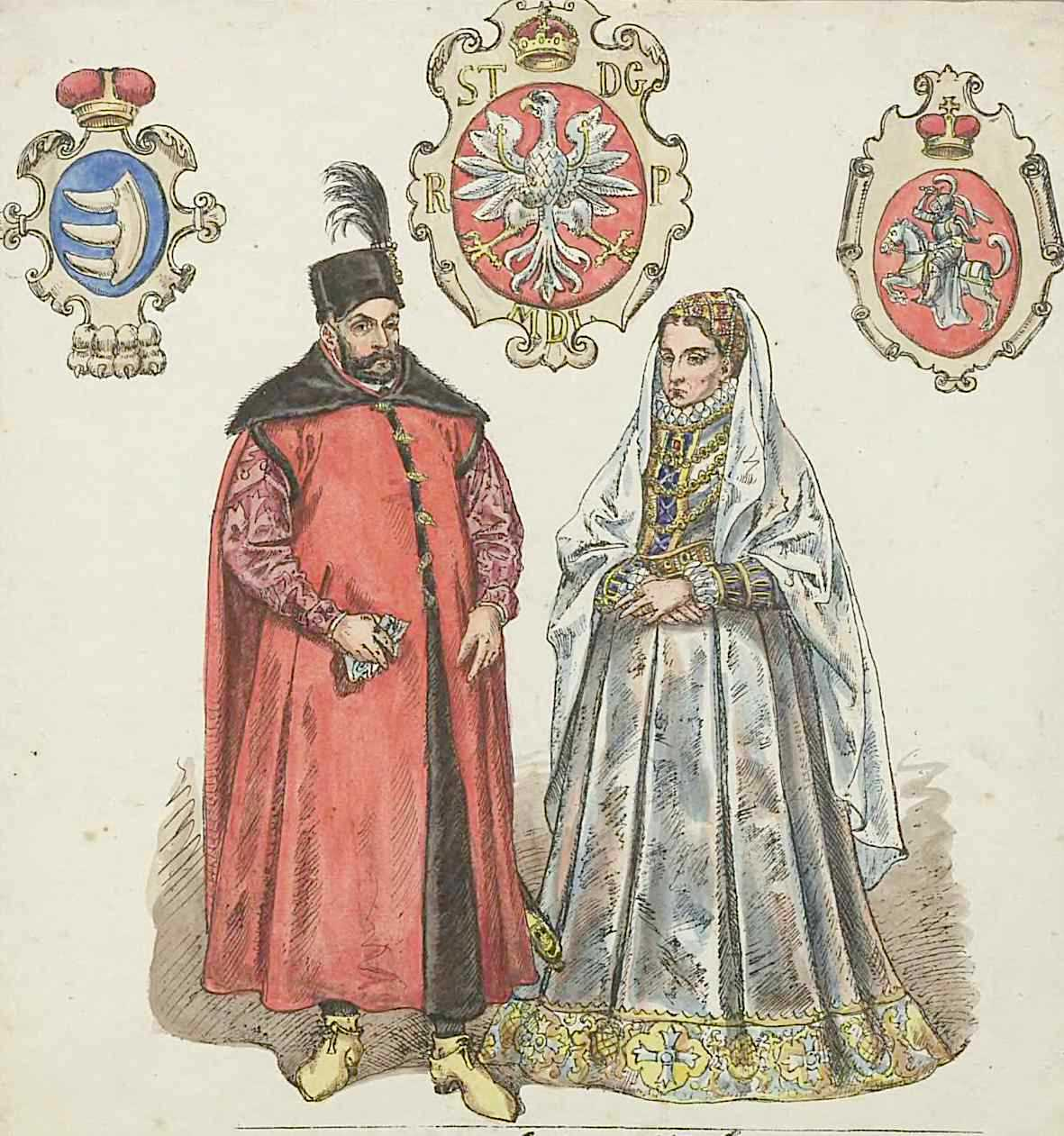
Anna Jagiellonka z mężem Stefanem Batorym, rysunek Jana Matejki, ok. 1875 r.
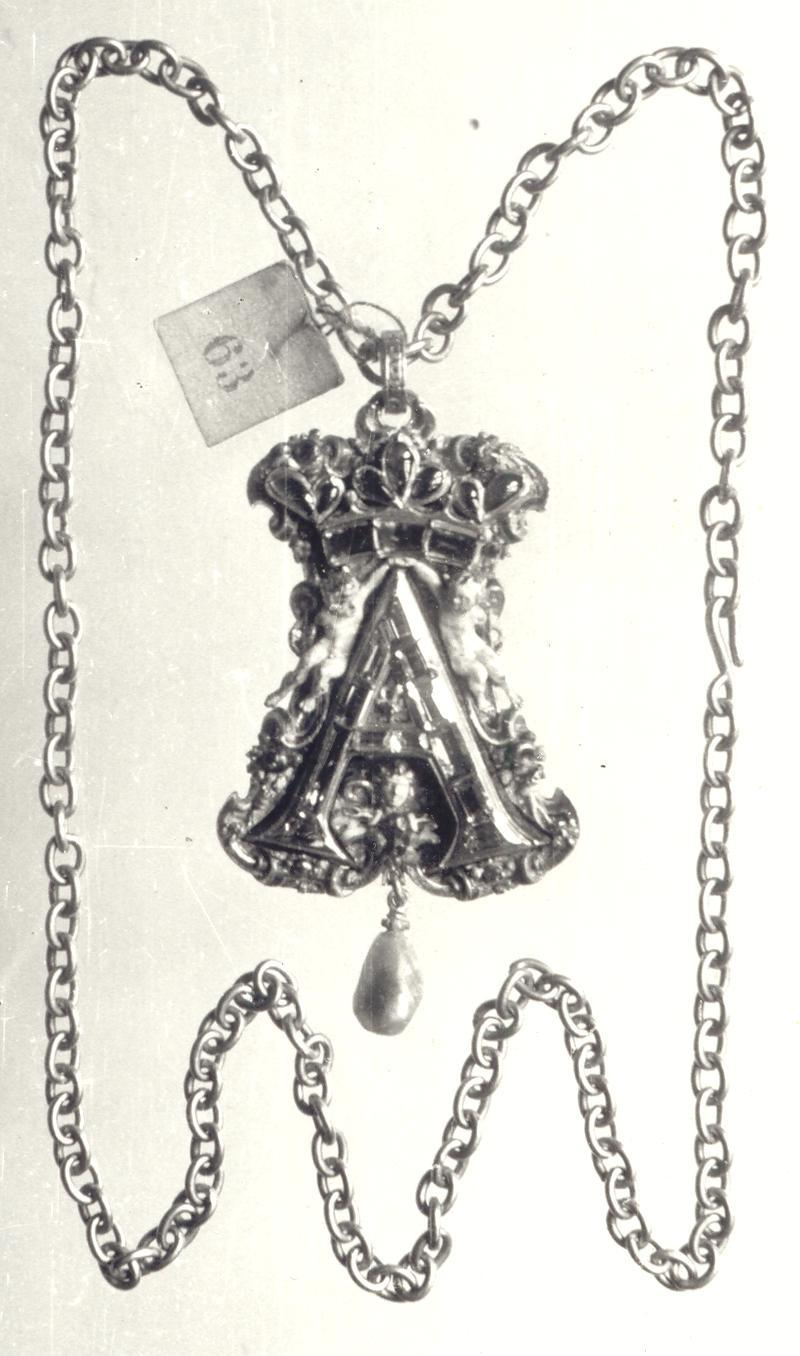
Zawieszka na łańcuchu Anny Jagiellonki z monogramem królewny „A”, po 1540 r. Zrabowana podczas II wojny światowej przez Niemców wraz ze Szkatułą Królewską
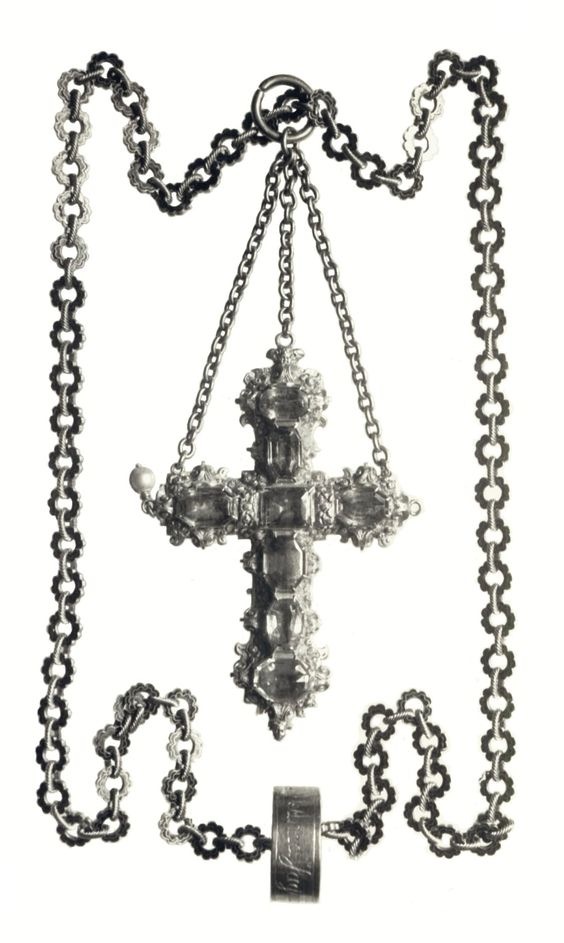
Krzyż na łańcuchu Anny Jagiellonki, 2 poł. XVI w. Zrabowany podczas II wojny światowej przez Niemców wraz ze Szkatułą Królewską
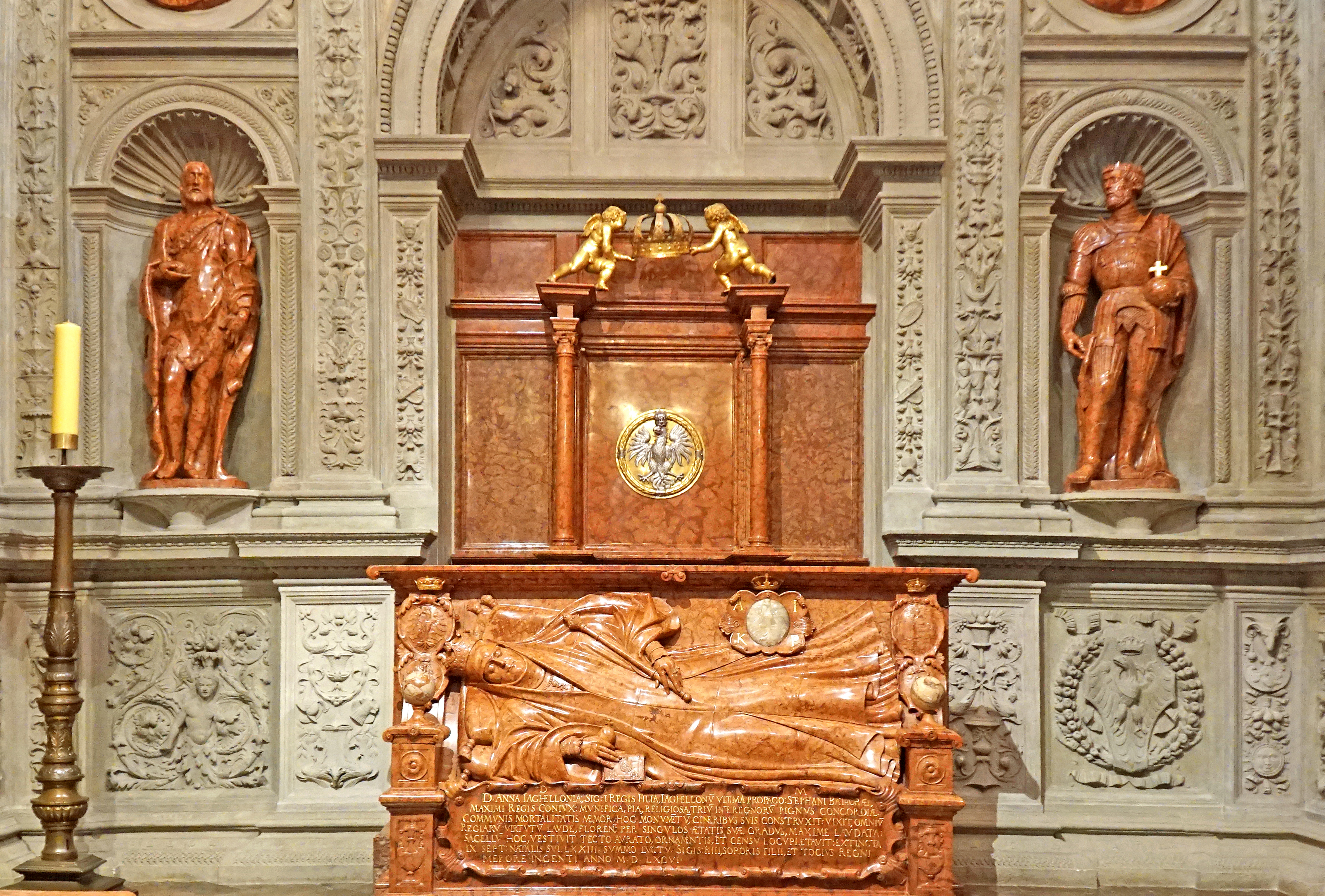
Nagrobek Anny Jagiellonki w kaplicy Zygmuntowskiej na Wawelu, powstał zapewne ok. 1583 roku, jeszcze za życia królowej
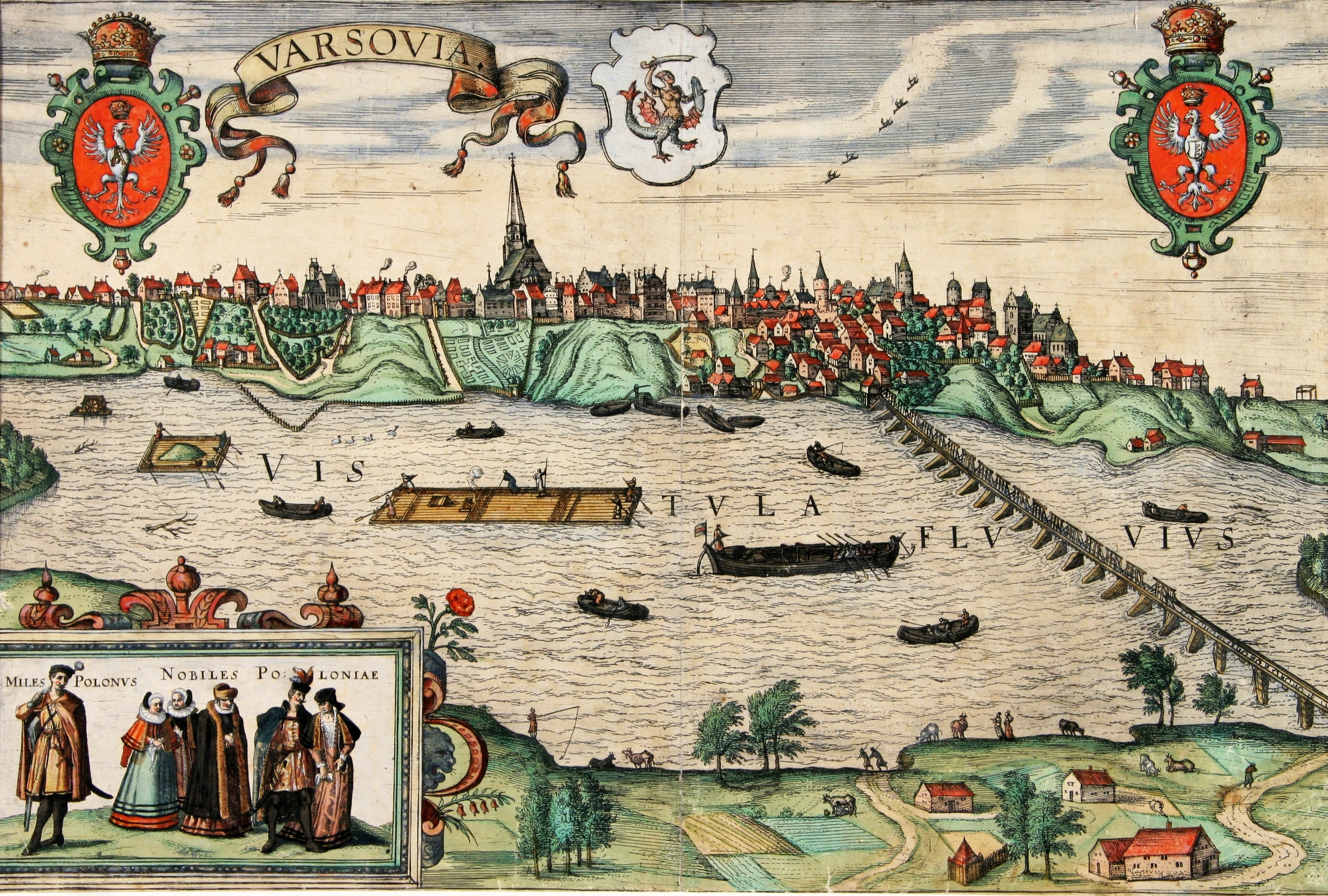
Widok Warszawy w końcu XVI w. z mostem na Wiśle, którego budowę rozpoczął Zygmunt August, a finansowała po śmierci brata Anna Jagiellonka. Miedzioryt, ok. 1586 r., wydany w 1617 r. w dziele Civitates orbis terrarum Georga Brauna i Fransa Hogenberga.

## Genealogia
|  |                            |  |  |  |  |  |  |  |  |  |  |  |  |  |  |  |
|  | Olgierd Giedyminowicz      |  |  |  |  |  |  |  |  |  |  |  |  |  |  |  |
|  |                            |  |  |  |  |  |  |  |  |  |  |  |  |  |  |  |
|  |                            |  |  |  |  |  |  |  |  |  |  |  |  |  |  |  |
|  | Władysław II Jagiełło      |  |  |  |  |  |  |  |  |  |  |  |  |  |  |  |
|  |                            |  |  |  |  |  |  |  |  |  |  |  |  |  |  |  |
|  |                            |  |  |  |  |  |  |  |  |  |  |  |  |  |  |  |
|  | Julianna twerska           |  |  |  |  |  |  |  |  |  |  |  |  |  |  |  |
|  |                            |  |  |  |  |  |  |  |  |  |  |  |  |  |  |  |
|  |                            |  |  |  |  |  |  |  |  |  |  |  |  |  |  |  |
|  | Kazimierz IV Jagiellończyk |  |  |  |  |  |  |  |  |  |  |  |  |  |  |  |
|  |                            |  |  |  |  |  |  |  |  |  |  |  |  |  |  |  |
|  |                            |  |  |  |  |  |  |  |  |  |  |  |  |  |  |  |
|  | Andrzej Holszański         |  |  |  |  |  |  |  |  |  |  |  |  |  |  |  |
|  |                            |  |  |  |  |  |  |  |  |  |  |  |  |  |  |  |
|  |                            |  |  |  |  |  |  |  |  |  |  |  |  |  |  |  |
|  | Zofia Holszańska           |  |  |  |  |  |  |  |  |  |  |  |  |  |  |  |
|  |                            |  |  |  |  |  |  |  |  |  |  |  |  |  |  |  |
|  |                            |  |  |  |  |  |  |  |  |  |  |  |  |  |  |  |
|  | Aleksandra Drucka          |  |  |  |  |  |  |  |  |  |  |  |  |  |  |  |
|  |                            |  |  |  |  |  |  |  |  |  |  |  |  |  |  |  |
|  |                            |  |  |  |  |  |  |  |  |  |  |  |  |  |  |  |
|  | Zygmunt I Stary            |  |  |  |  |  |  |  |  |  |  |  |  |  |  |  |
|  |                            |  |  |  |  |  |  |  |  |  |  |  |  |  |  |  |
|  |                            |  |  |  |  |  |  |  |  |  |  |  |  |  |  |  |
|  | Albrecht IV Habsburg       |  |  |  |  |  |  |  |  |  |  |  |  |  |  |  |
|  |                            |  |  |  |  |  |  |  |  |  |  |  |  |  |  |  |
|  |                            |  |  |  |  |  |  |  |  |  |  |  |  |  |  |  |
|  | Albrecht II Habsburg       |  |  |  |  |  |  |  |  |  |  |  |  |  |  |  |
|  |                            |  |  |  |  |  |  |  |  |  |  |  |  |  |  |  |
|  |                            |  |  |  |  |  |  |  |  |  |  |  |  |  |  |  |
|  | Joanna Zofia Bawarska      |  |  |  |  |  |  |  |  |  |  |  |  |  |  |  |
|  |                            |  |  |  |  |  |  |  |  |  |  |  |  |  |  |  |
|  |                            |  |  |  |  |  |  |  |  |  |  |  |  |  |  |  |
|  | Elżbieta Rakuszanka        |  |  |  |  |  |  |  |  |  |  |  |  |  |  |  |
|  |                            |  |  |  |  |  |  |  |  |  |  |  |  |  |  |  |
|  |                            |  |  |  |  |  |  |  |  |  |  |  |  |  |  |  |
|  | Zygmunt Luksemburski       |  |  |  |  |  |  |  |  |  |  |  |  |  |  |  |
|  |                            |  |  |  |  |  |  |  |  |  |  |  |  |  |  |  |
|  |                            |  |  |  |  |  |  |  |  |  |  |  |  |  |  |  |
|  | Elżbieta Luksemburska      |  |  |  |  |  |  |  |  |  |  |  |  |  |  |  |
|  |                            |  |  |  |  |  |  |  |  |  |  |  |  |  |  |  |
|  |                            |  |  |  |  |  |  |  |  |  |  |  |  |  |  |  |
|  | Barbara Cylejska           |  |  |  |  |  |  |  |  |  |  |  |  |  |  |  |
|  |                            |  |  |  |  |  |  |  |  |  |  |  |  |  |  |  |
|  |                            |  |  |  |  |  |  |  |  |  |  |  |  |  |  |  |
|  | Anna Jagiellonka           |  |  |  |  |  |  |  |  |  |  |  |  |  |  |  |
|  |                            |  |  |  |  |  |  |  |  |  |  |  |  |  |  |  |
|  |                            |  |  |  |  |  |  |  |  |  |  |  |  |  |  |  |
|  | Franciszek I Sforza        |  |  |  |  |  |  |  |  |  |  |  |  |  |  |  |
|  |                            |  |  |  |  |  |  |  |  |  |  |  |  |  |  |  |
|  |                            |  |  |  |  |  |  |  |  |  |  |  |  |  |  |  |
|  | Galeazzo Maria Sforza      |  |  |  |  |  |  |  |  |  |  |  |  |  |  |  |
|  |                            |  |  |  |  |  |  |  |  |  |  |  |  |  |  |  |
|  |                            |  |  |  |  |  |  |  |  |  |  |  |  |  |  |  |
|  | Bianka Maria Visconti      |  |  |  |  |  |  |  |  |  |  |  |  |  |  |  |
|  |                            |  |  |  |  |  |  |  |  |  |  |  |  |  |  |  |
|  |                            |  |  |  |  |  |  |  |  |  |  |  |  |  |  |  |
|  | Gian Galeazzo Sforza       |  |  |  |  |  |  |  |  |  |  |  |  |  |  |  |
|  |                            |  |  |  |  |  |  |  |  |  |  |  |  |  |  |  |
|  |                            |  |  |  |  |  |  |  |  |  |  |  |  |  |  |  |
|  | Ludwik I Sabaudzki         |  |  |  |  |  |  |  |  |  |  |  |  |  |  |  |
|  |                            |  |  |  |  |  |  |  |  |  |  |  |  |  |  |  |
|  |                            |  |  |  |  |  |  |  |  |  |  |  |  |  |  |  |
|  | Bona Sabaudzka             |  |  |  |  |  |  |  |  |  |  |  |  |  |  |  |
|  |                            |  |  |  |  |  |  |  |  |  |  |  |  |  |  |  |
|  |                            |  |  |  |  |  |  |  |  |  |  |  |  |  |  |  |
|  | Anna Cypryjska             |  |  |  |  |  |  |  |  |  |  |  |  |  |  |  |
|  |                            |  |  |  |  |  |  |  |  |  |  |  |  |  |  |  |
|  |                            |  |  |  |  |  |  |  |  |  |  |  |  |  |  |  |
|  | Bona Sforza                |  |  |  |  |  |  |  |  |  |  |  |  |  |  |  |
|  |                            |  |  |  |  |  |  |  |  |  |  |  |  |  |  |  |
|  |                            |  |  |  |  |  |  |  |  |  |  |  |  |  |  |  |
|  | Ferdynand I                |  |  |  |  |  |  |  |  |  |  |  |  |  |  |  |
|  |                            |  |  |  |  |  |  |  |  |  |  |  |  |  |  |  |
|  |                            |  |  |  |  |  |  |  |  |  |  |  |  |  |  |  |
|  | Alfons II                  |  |  |  |  |  |  |  |  |  |  |  |  |  |  |  |
|  |                            |  |  |  |  |  |  |  |  |  |  |  |  |  |  |  |
|  |                            |  |  |  |  |  |  |  |  |  |  |  |  |  |  |  |
|  | Izabela z Clermont         |  |  |  |  |  |  |  |  |  |  |  |  |  |  |  |
|  |                            |  |  |  |  |  |  |  |  |  |  |  |  |  |  |  |
|  |                            |  |  |  |  |  |  |  |  |  |  |  |  |  |  |  |
|  | Izabela Aragońska          |  |  |  |  |  |  |  |  |  |  |  |  |  |  |  |
|  |                            |  |  |  |  |  |  |  |  |  |  |  |  |  |  |  |
|  |                            |  |  |  |  |  |  |  |  |  |  |  |  |  |  |  |
|  | Franciszek I Sforza        |  |  |  |  |  |  |  |  |  |  |  |  |  |  |  |
|  |                            |  |  |  |  |  |  |  |  |  |  |  |  |  |  |  |
|  |                            |  |  |  |  |  |  |  |  |  |  |  |  |  |  |  |
|  | Hipolita Maria Sforza      |  |  |  |  |  |  |  |  |  |  |  |  |  |  |  |
|  |                            |  |  |  |  |  |  |  |  |  |  |  |  |  |  |  |
|  |                            |  |  |  |  |  |  |  |  |  |  |  |  |  |  |  |
|  | Bianka Maria Visconti      |  |  |  |  |  |  |  |  |  |  |  |  |  |  |  |
|  |                            |  |  |  |  |  |  |  |  |  |  |  |  |  |  |  |
|  |                            |  |  |  |  |  |  |  |  |  |  |  |  |  |  |  |

## W kulturze
Anna Jagiellonka jest postacią w polskim serialu Królowa Bona (1980–1981). Przedstawia on Koronę Królestwa Polskiego w okresie panowania króla Zygmunta I Starego. W postać Anny Jagiellonki wcieliła się Maria Czyż.

Postać Anny Jagiellonki pojawiła się również w tureckim hicie eksportowym Wspaniałe stulecie, gdzie w rolę wcieliła się turecka aktorka Özge Ulusoy.